# Oliver Dovin
Oliver Lukas Dozae Nnonyelu Dovin (Londra, 11 luglio 2002) è un calciatore svedese, portiere del Coventry City.

## Carriera

### Club
Nato a Londra da padre di origine nigeriana e madre svedese, si è trasferito a Stoccolma con la famiglia quando aveva un anno.
Nella capitale svedese è entrato a far parte del settore giovanile dell'Hammarby. Ha debuttato in prima squadra il 6 dicembre 2020, in occasione dell'incontro perso per 2-1 contro l'Örebro e valido per l'ultima giornata dell'Allsvenskan 2020. Nella prima metà dell'Allsvenskan 2021 ha giocato titolare in quattro occasioni su quindici giornate, oltre ad aver disputato le sue prime tre gare in UEFA Europa Conference League. Ad agosto, nel riscaldamento della partita contro l'Elfsborg, si è rotto un dito ed è rimasto fuori causa fino a novembre quando poi ha conquistato stabilmente il posto da titolare. Dovin ha dovuto fare i conti con alcuni problemi fisici anche nella stagione 2022, nella quale è stato utilizzato in 17 incontri di campionato sui 30 previsti dal calendario, mentre sia nel 2023 che nel 2024 (fintanto che non è stato ceduto) non ha avuto particolari infortuni e ha giocato quindi con continuità.
Il 19 luglio 2024 Dovin è stato ceduto ufficialmente dall'Hammarby al Coventry City in cambio di una cifra che non è stata resa pubblica ma che i media svedesi hanno quantificato in circa 20 milioni di corone, meno di due milioni di euro.

### Nazionale
Ha rappresentato le principali nazionali giovanili svedesi. Ha inoltre esordito nella nazionale maggiore, seppur in amichevole e con una rosa sperimentale composta da giocatori che militavano perlopiù nei campionati scandinavi.

## Statistiche

### Presenze e reti nei club
Statistiche aggiornate al 21 novembre 2022.
| Stagione        | Squadra         | Campionato      | Campionato | Campionato | Coppe nazionali | Coppe nazionali | Coppe nazionali | Coppe continentali | Coppe continentali | Coppe continentali | Altre coppe | Altre coppe | Altre coppe | Totale | Totale |
| Stagione        | Squadra         | Comp            | Pres       | Reti       | Comp            | Pres            | Reti            | Comp               | Pres               | Reti               | Comp        | Pres        | Reti        | Pres   | Reti   |
| --------------- | --------------- | --------------- | ---------- | ---------- | --------------- | --------------- | --------------- | ------------------ | ------------------ | ------------------ | ----------- | ----------- | ----------- | ------ | ------ |
| 2020            | Hammarby        | A               | 1          | -2         |                 | -               | -               | UEL                | 0                  | 0                  |             | -           | -           | 1      | -2     |
| 2021            | Hammarby        | A               | 8          | -10        | CS              | 2               | -2              | UECL               | 3                  | -4                 |             | -           | -           | 13     | -16    |
| 2022            | Hammarby        | A               | 17         | -13        | CS+CS           | 3 + 1           | -3 + -1         |                    | -                  | -                  |             | -           | -           | 21     | -17    |
| Totale Hammarby | Totale Hammarby | Totale Hammarby | 26         | -25        |                 | 6               | -6              |                    | 3                  | -4                 |             | -           | -           | 35     | -35    |
| 2020            | Frej            | E               | 23         | -39        |                 | -               | -               |                    | -                  | -                  |             | -           | -           | 23     | -39    |
| 2022            | Hammarby TFF    | E               | 1          | -1         |                 | -               | -               |                    | -                  | -                  |             | -           | -           | 1      | -1     |
| Totale carriera | Totale carriera | Totale carriera | 50         | -65        |                 | 6               | -6              |                    | 3                  | -4                 |             | -           | -           | 59     | -75    |

## Palmarès

### Club

#### Competizioni nazionali
- Coppa di Svezia: 1

Hammarby: 2020-2021